# Madeleine Riffaud
Madeleine Riffaud (Arvillers, 23 d'agost de 1924-París, 6 de novembre de 2024) fou una activista política, partisana, poeta i periodista francesa, que va ser, juntament amb Andrée Viollis, una de les primeres corresponsals de guerra franceses i una de les primeres militants anticolonialistes.
Arrestada després d'haver abatut un soldat alemany i torturada durant diverses setmanes sense parlar, va escapar de la deportació i va combatre per l'Alliberament de París al capdavant d'un destacament d'homes. Ja el 1945, el poeta i editor Paul Éluard va començar a publicar els seus poemaris. En un reportatge, mentre informava als habitants dels pobles de les vagues dels miners de 1947 i 1948, va trobar els quaderns del miner Charles Debarge, màrtir de la vaga dels miners de maig de 1941.
Mentre animava la franja més obrera del Partit Comunista Francès escrivint a La Nouvelle Vie ouvrière, setmanari vinculat al sindicat francès Confederació General del Treball (CGT), el 1952 va viatjar tres mesos a l'Algèria francesa per fer un reportatge, abans de viure un any a l'Indoxina francesa i cobrir les guerres d'Algèria i del Vietnam. El 1974 va vendre més d'un milió d'exemplar del seu llibre-testimoni, Les linges de la nuit, escrit després d'haver treballat diversos mesos incògnita com a agent hospitalària en diversos centres sanitaris parisinencs.

## Biografia

### Origen i infància
Filla de professors, va créixer a la Picardia, a la regió de la Santerre. El seu pare va participar en la Primera Guerra Mundial com a voluntari, va ser greument ferit a la cama i després va participar en un motí. Els seus pares passaven les vacances a la regió d'originària de la família, a l'Alta Viena, just al costat del poble d'Oradour-sur-Glane, en una altra família de professors, dels quals els dos pares van ser assassinats el 1944, entre les 643 víctimes de la massacre d'Oradour-sur-Glane.

### Resistència durant la Segona Guerra Mundial
Va ser un «formidable cop de peu al cul» donat per un oficial alemany, mentre rebutjava els avanços dels soldats, que la va empènyer a involucrar-se. Tenia 16 anys quan va començar la Resistència interior francesa i va sentir a parlar de la vaga dels miners de maig de 1941 al Nord - Pas de Calais.
El 1941 va patir una infecció primària de tuberculosi, i, inicialment, se la va enviar al sanatori d'estudiants a Saint-Hilaire, a l'Isèra. En el trajecte, l'home que havia de guiar-la cap a la seva destinació, el fill de la seva llogatera, es va aprofitar del seu aïllament per violar-la quatre vegades seguides durant la nit en una habitació d'hotel a Grenoble. A Saint-Hilaire va descobrir els autors surrealistes, així com les Elegies de Duino, del poeta austríac Rainer Maria Rilke, cosa que «marca la primera etapa de la seva acció».
Va simpatitzar amb l'escriptor Claude Roy que havia anat a donar una conferència, que va publicar dos dels seus poemes uns mesos més tard a la revista L'Écho des Étudiants i en total vuit dels seus poemes el 1942 i 1943. El sanatori va acollir una impremta clandestina, de la qual l'única clau la va tenir, discretament, el director Daniel Douady, que redactava certificats mèdics falsos perquè jueus s'hi poguessin amagar com a malalts. Els seus pares la van orientar cap als germans Gagliardi, Roger i Marcel, que estaven en aquell sanatori. Com Roger Gagliardi va morir ràpidament d'una tuberculosi mil·liar, es va fer amiga de Marcel, estudiant de medicina, i li va demanar que la enrolés a la Resistència interior francesa (RFI). Va decidir que, a partir de la tardor de 1942, seguiria una formació de llevadora a la facultat de medicina de París. Per a la clandestinitat, va triar el pseudònim de «Rainer», per ser "aquest un nom d'home, de poeta i d'alemany", en homenatge al poeta Rainer Maria Rilke: «Mai he odiat els alemanys. Només els nazis».
Se li va encarregar de transmetre a un ferroviari una clau de tirafons per fer descarrilar els trens. Després de diverses missions, va ser acceptada a la xarxa i es va integrar al triangle de direcció de la coalició antifeixista Front Nacional dels estudiants de medicina del Barri Llatí de París, amb Jean Roujeau, intern a l'hospital Laennec que li salvar la vida llencant-se sense armes sobre un soldat alemany que estava a punt d'abatre-la durant una distribució de fulletons davant de la llibreria Gibert del Barri Llatí. La seva xarxa li va demanar, durant un encontre a l'amfiteatre de les Arenes de Lutecia, de trencar amb Marcel Gagliardi, per disminuir el risc de confessions sota tortura.
El març de 1944 va ingressar als Franctiradors i Partisans (FTP) i va rebre la consigna d'intensificar les accions armades en vista d'una sublevació a París l'agost de 1944. El 23 de juliol de 1944, a plena llum del dia, va abatre un oficial de l'exèrcit d'ocupació, sobre el pont de Solférino, disparant-li dues bales al cap. Tot i fugir en bicicleta, va ser atraparada i atropellada pel cotxe del cap de la milícia de Versailles, que la va enviar a la seu de la Gestapo, situada a la rue des Saussaies. En aquell indret, els nazis alemanys la van torturar durant tres setmanes, i després pels francesos de la Brigada especial núm. 2 de la Prefectura de Policia, però es va mantenir en silenci i va ser condemnada a mort. El 5 d'agost de 1944 però, uns minuts abans de ser afusellada, va ser apartada del grup perquè el propietari de la pistola utilitzada la va reconèixer.
Internada al centre penitenciari de Fresnes, va ser sotmesa a deu dies addicionals de tortura, però va seguir sense confessar. Posteriorment va ser assignada al «comboi dels 57000», denominació assignada a la deportació massiva de presos al camp de concentració de Buchenwald i Ravensbruck, però va aconseguir escapar-ne el 15 d'agost de 1944, gràcies a l'ajut d'una dona que la va fer saltar del tren. Després, va ser novament arrestada però es va beneficiar d'un intercanvi de presos i va ser alliberada el 19 d'agost, gràcies a la intervenció del diplomàtic suec Raoul Nordling. Immediatament després va remprendre el seu combat a la Resistència i va ser assignada a la companyia Saint-Just, sota les ordres del capità Fénestrelle, amb la presa del comandament d'un destacament després de rebre el grau d'aspirant a tinent.
La seva nova missió va tenir lloc durant els combats de l'Alliberament de París, el 23 d'agost de 1944, quan Riffaud tot just complia 20 anys. En aquell dia, només va tres resistents a les seves ordres, mentre que normalment en comandava trenta. La missió del grup va ser interceptar un tren alemany que arribava a l'estació de Ménilmontant, situada al Parc des Buttes-Chaumont, per donar-los mort. A l'arribada del tren, els membres del grup van llançar caixes d'explosius i focs artificials des d'una passarel·la, que s'havien localitzats al Palau consistorial del XIX Districte de París. Instal·lats de banda i banda de la via, de cop, van llançar bombes de fum i focs artificials al túnel on estava atrinxerat el tren i van aconseguir que la guarnició es rendís. Així doncs, Riffaud va contribuir a la captura de 80 soldats de la Wehrmacht i a la recuperació de fusells i munició destinats a les forces d'ocupació, per després participar als combats de la plaça de la República. Per aquesta acció, l'Estat Major de les FFI li va atorgar el certificat de tinent.
El 23 d'agost de 2024 va complir 100 anys, i va morir dos mesos després, el 6 de novembre de 2024, en el seu apartament de París.